# Bommerigerbeek

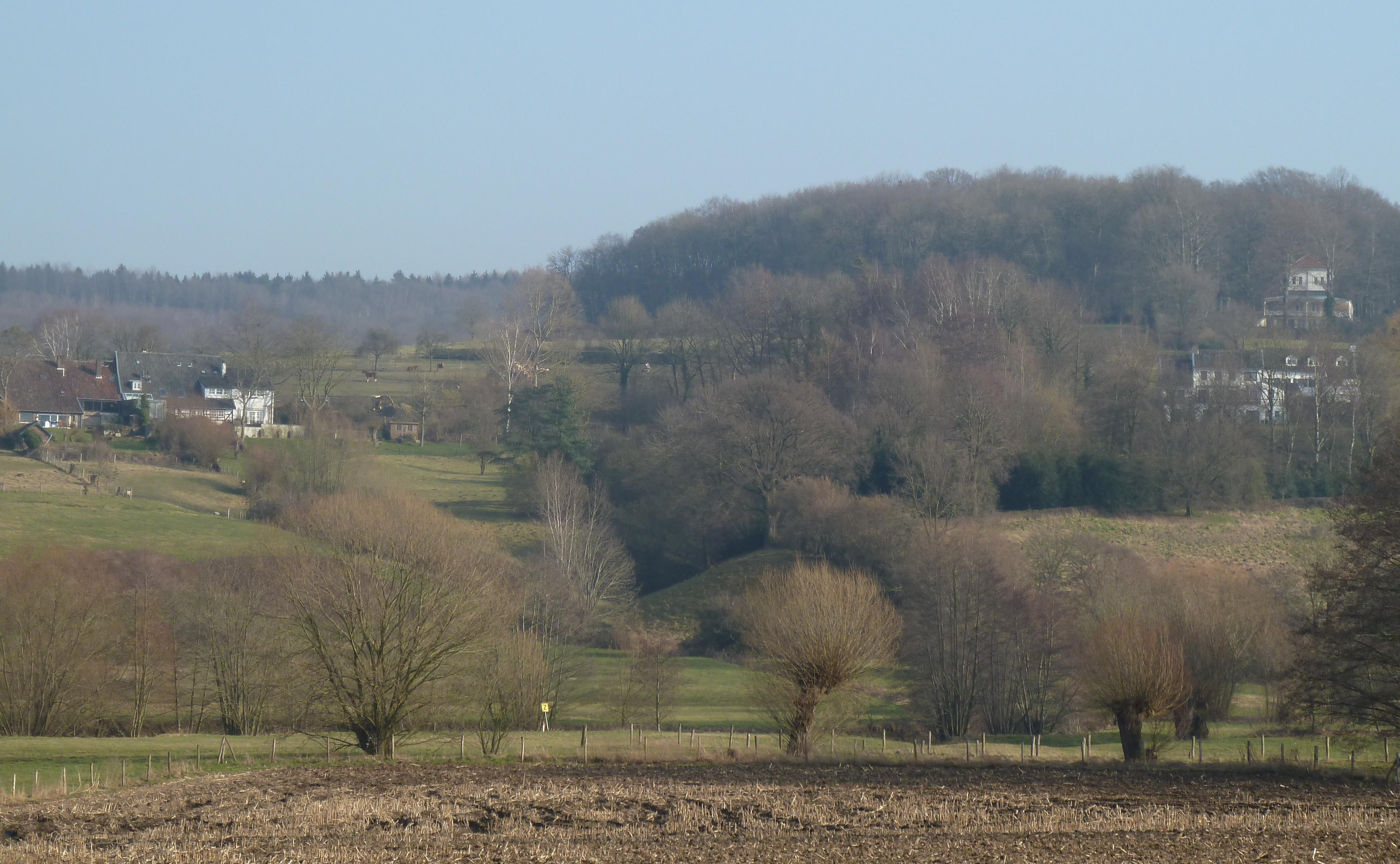
De beek heeft zich ingesneden in het landschap

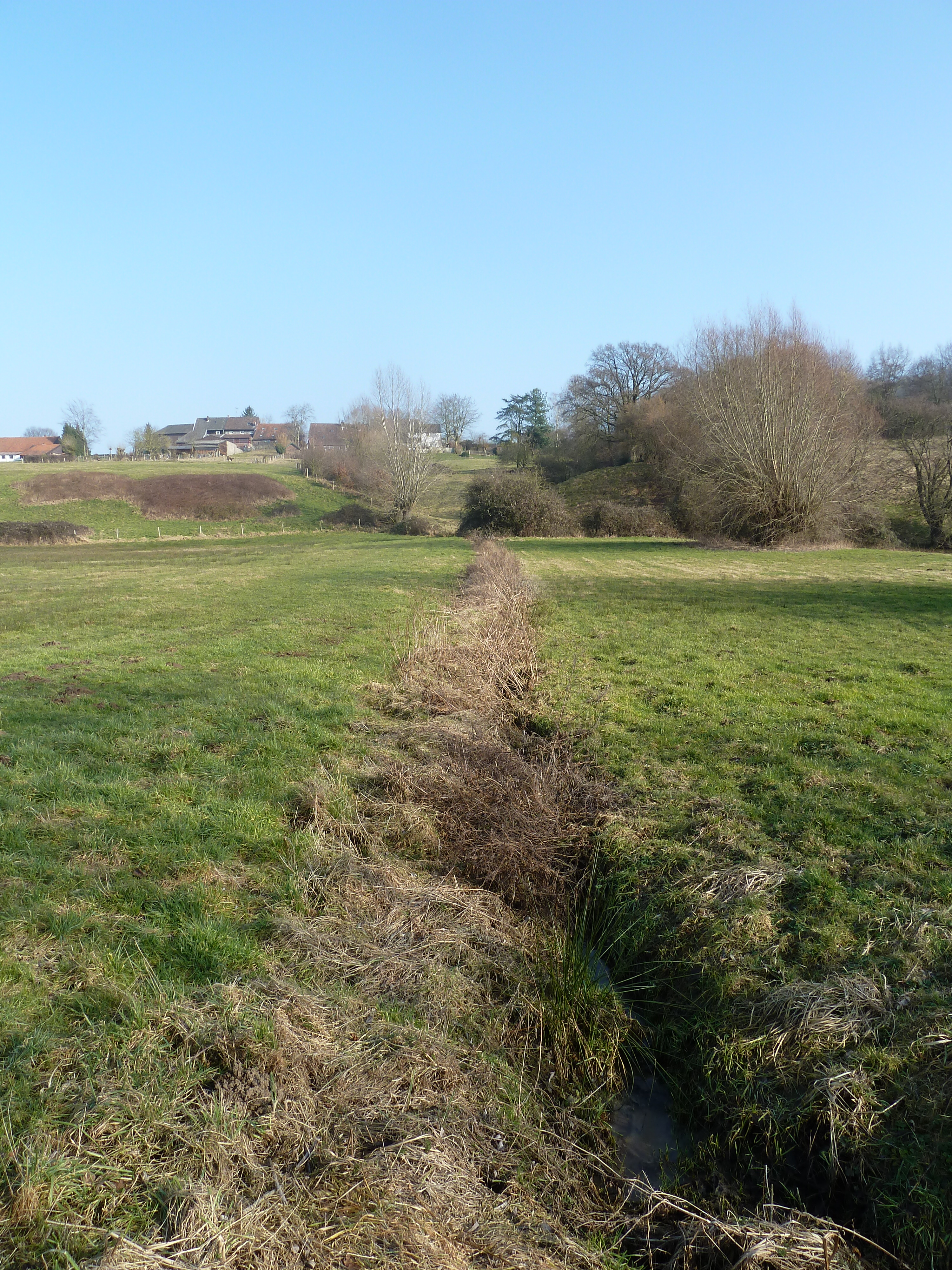
De Bommerigerbeek

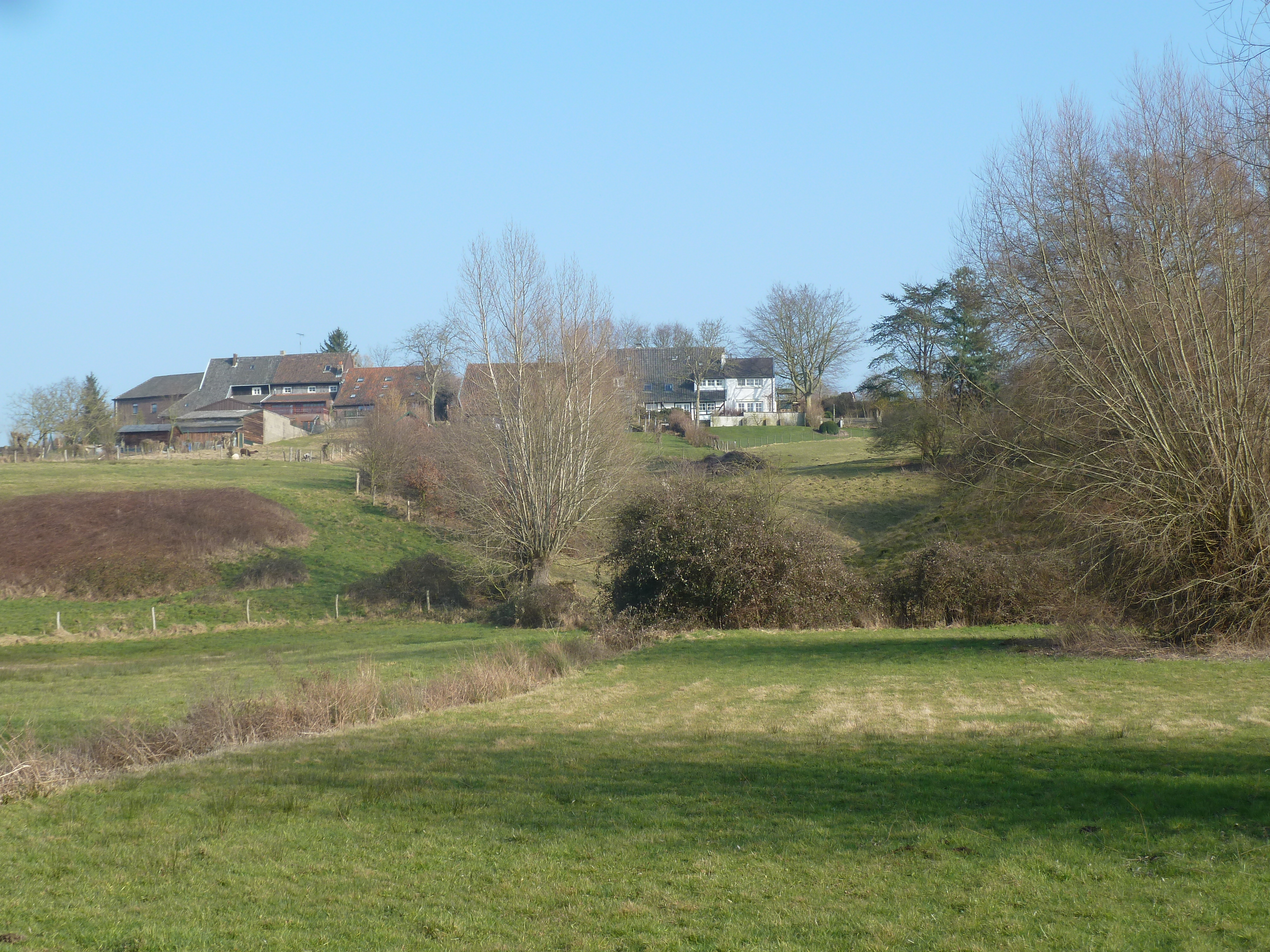
Het gebied van de beek

De Bommerigerbeek is een beek in Nederlands Zuid-Limburg in de gemeente Gulpen-Wittem. De beek ligt ten noordoosten van Epen en ten zuiden en zuidwesten van Bommerig op de rechteroever van de Geul.

## Ligging
De Bommerigerbeek ligt in het Geuldal en is onderdeel van het stroomgebied van de Maas. De beek ontspringt aan de zuidkant van Bommerig op vier verschillende plekken op de westelijke helling van het Plateau van Vijlen aan de voet van het Vijlenerbos. Binnen enkele tientallen meters na de bronnen voegen de verschillende beektakken zich samen, eerst stromende richting het noordwesten en na de laatste samenvloeiing buigt de beek af richting het zuidwesten. De beek mondt tussen de Mässel en De Paulusborn uit in de Geul.
De Mässel ligt ongeveer 400 meter zuidelijker op de rechteroever en de Paulusborn ligt op de linkeroever. Op ongeveer 500 meter naar het noorden stroomt de Klitserbeek op de rechteroever.